# Rhapsodie en bleu (film, 1945)
Pour les articles homonymes, voir Rhapsodie.
Pour plus de détails, voir Fiche technique et Distribution.
Rhapsodie en bleu (Rhapsody in Blue) est un film américain d'Irving Rapper sorti en 1945.

## Synopsis
La relation tumultueuse du compositeur George Gershwin avec la chanteuse Julie Adams.

## Fiche technique

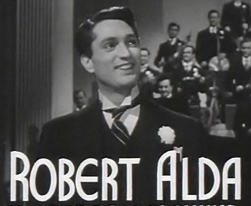
Robert Alda

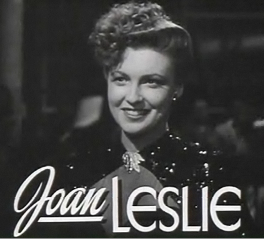
Joan Leslie

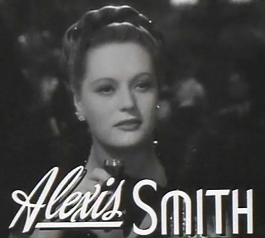
Alexis Smith

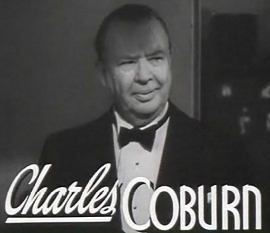
Charles Coburn

- Titre français : Rhapsodie en bleu
- Titre original : Rhapsody in Blue
- Réalisation : Irving Rapper
- Scénario : Howard Koch, Elliot Paul et Sonya Levien (scénario original)
- Producteur : Jesse L. Lasky
- Producteur exécutif : Hal B. Wallis
- Société de production : Warner Bros. Pictures
- Musique : Leo F. Forbstein, Max Steiner, Oscar Levant (au piano)
- Chef d'orchestre : Paul Whiteman
- Photographie : Merritt B. Gerstad
- Montage : Folmar Blangsted
- Direction artistique : Anton Grot, John Hugues
- Décors de plateau : Fred M. MacLean
- Costumes : Milo Anderson
- Pays d'origine : États-Unis
- Format : Noir et blanc - Son : Mono (RCA Sound System)
- Genre : Drame musical
- Durée : 135 minutes
- Date de sortie : 
  - États-Unis : 27 juin 1945
  - France : 18 décembre 1946

## Distribution
- Robert Alda : George Gershwin
- Joan Leslie : Julie Adams
- Alexis Smith : Christine Gilbert
- Charles Coburn : Max Dreyfus
- Julie Bishop : Lee Gershwin
- Albert Bassermann : Le professeur Franck
- Morris Carnovsky : Morris Gershwin
- Herbert Rudley : Ira Gershwin
- Rosemary DeCamp : Rose Gershwin
- Will Wright : Rachmaninov
- Theodore von Eltz : Foley
- Johnny Downs : Danseur

Acteurs non crédités
- Oliver Blake : Un peintre
- Ivan Lebedeff : Un client du night-club
- Odette Myrtil : Mme De Breteuil
- Jay Novello : Un chef d'orchestre
- Robert Shayne : Un compagnon de Christine
- Larry Steers : Un patron de théâtre
- Charles Waldron : Le docteur

Et dans leur propre rôle
- Oscar Levant, Paul Whiteman, Al Jolson, George White, Hazel Scott, Anne Brown

## Distinctions
Le film a été présenté en sélection officielle en compétition au Festival de Cannes 1946.